# Nico Diederichs
Nicolaas Johannes "Nico" Diederichs (Ladybrand, 1903. november 17. – Pretoria, 1978. augusztus 21.) 1975 és 1978 között a Dél-afrikai Köztársaság harmadik államelnöke volt.

## Korai évei
Iskolái befejezése után Diederichs a Gray University College-ba járt, ahol bölcsészdiplomát (holland nyelv és etika, valamint filozófia) szerzett. München, Köln, Berlin és Leiden egyetemein közgazdaságtant tanult, utóbbin doktorált. Dél-Afrikában folytatta pályafutását, oktató, majd professzor lett az Oranje Szabadállami Egyetemen. Az 1930-as és 1940-es években az afrikáner nacionalista körök kiemelkedő alakjává vált, megalapította a Reddingsdaadbond szervezetet, aminek elsődleges céljai között szerepelt, hogy elősegítsék az afrikánerek gazdasági jólétét.

## Politikai karrierje
Diederichs 1953 és 1975 között a Nemzeti Párt parlamenti képviselője volt. 1958 és 1967 között gazdasági miniszter, 1961 és 1964 között bányászati miniszter, 1967 és 1975 között pénzügyminiszter volt. Ez utóbbi minőségben a "Mr Gold" néven vált ismertté. 1975-ben megválasztották a Dél-Afrikai Köztársaság államelnökévé, ezt a pozíciót az 1978-ban bekövetkezett haláláig tartotta meg.

## Nicolaas Diederichs publikációi (válogatás)
- Vom Leiden und Dulden. Bonn, 1930. (Disszertáció, Leideni Egyetem)
- Die Volkebond, sy ontstaan, samestelling en werksaamhede. Pretoria, 1933
- Nasionalisme as lewensbeskouing en sy verhouding tot internasionalisme. Bloemfontein, 1936

## Fordítás
Ez a szócikk részben vagy egészben  a   Nico Diederichs című angol Wikipédia-szócikk ezen változatának fordításán alapul.  Az eredeti cikk szerkesztőit annak laptörténete sorolja fel. Ez a jelzés csupán a megfogalmazás eredetét és a szerzői jogokat jelzi, nem szolgál a cikkben szereplő információk forrásmegjelöléseként.